# Monasterio de San Pedro (Villanueva)

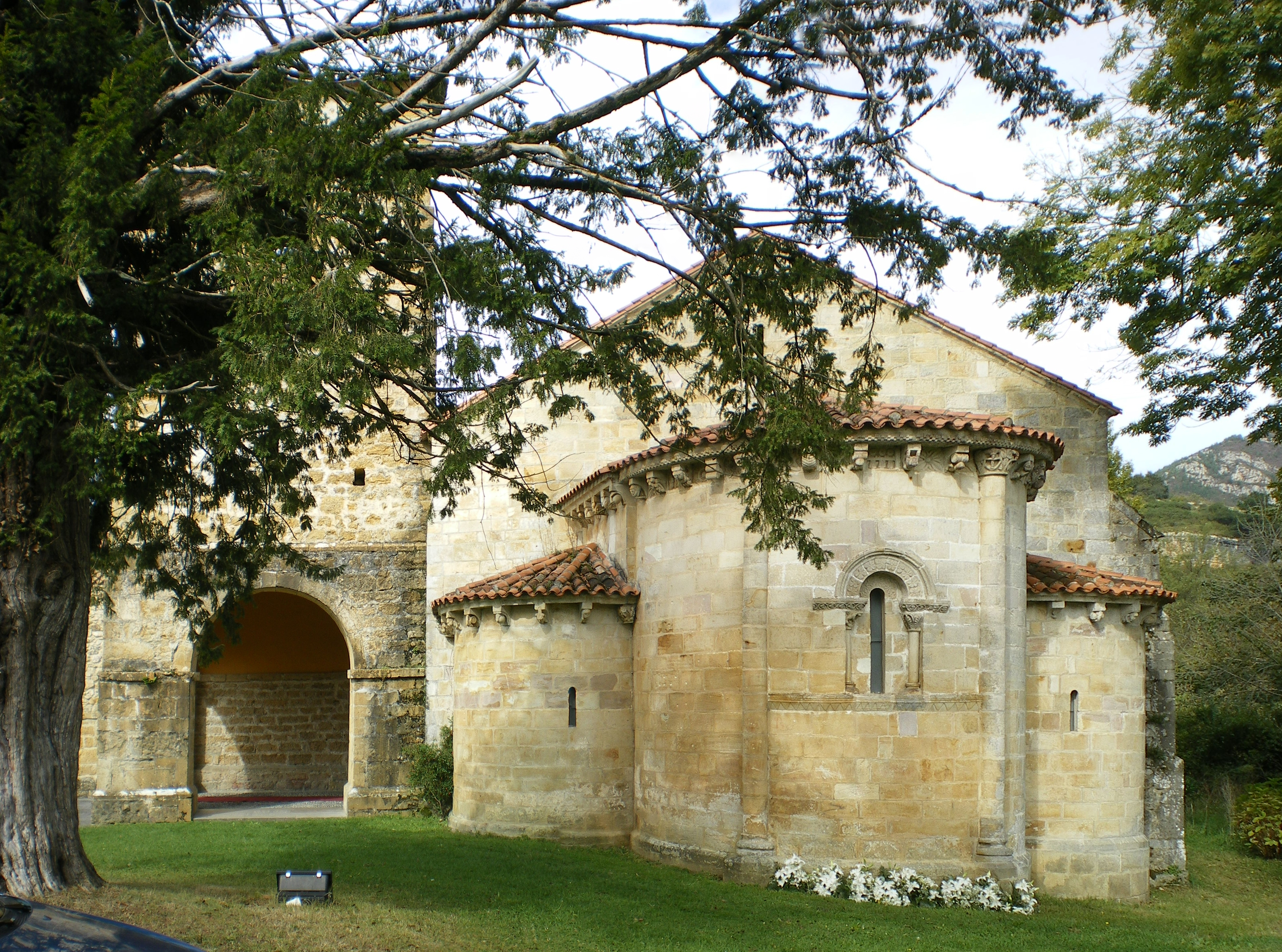
Iglesia románica del monasterio

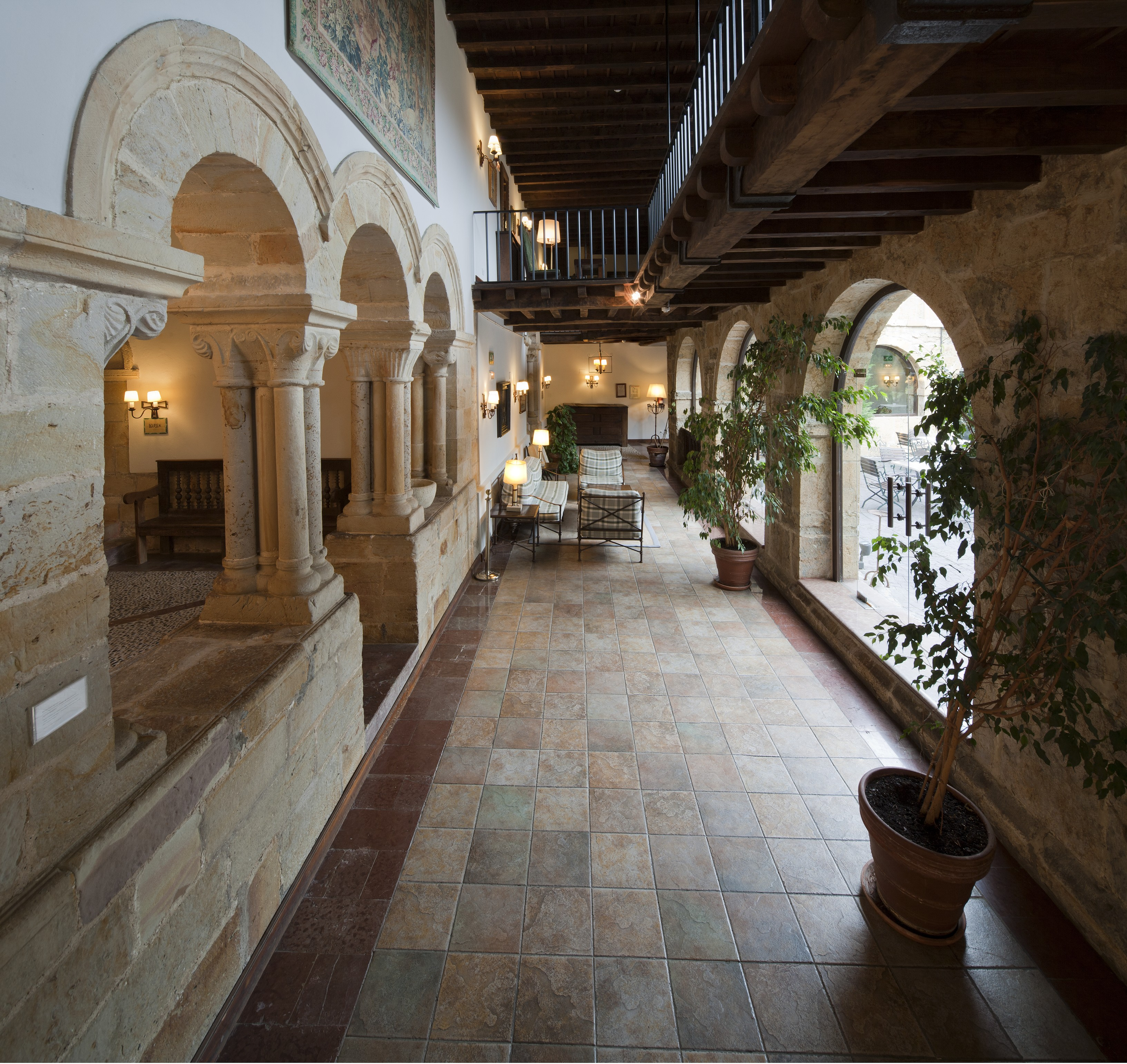
Interior reformado como parador

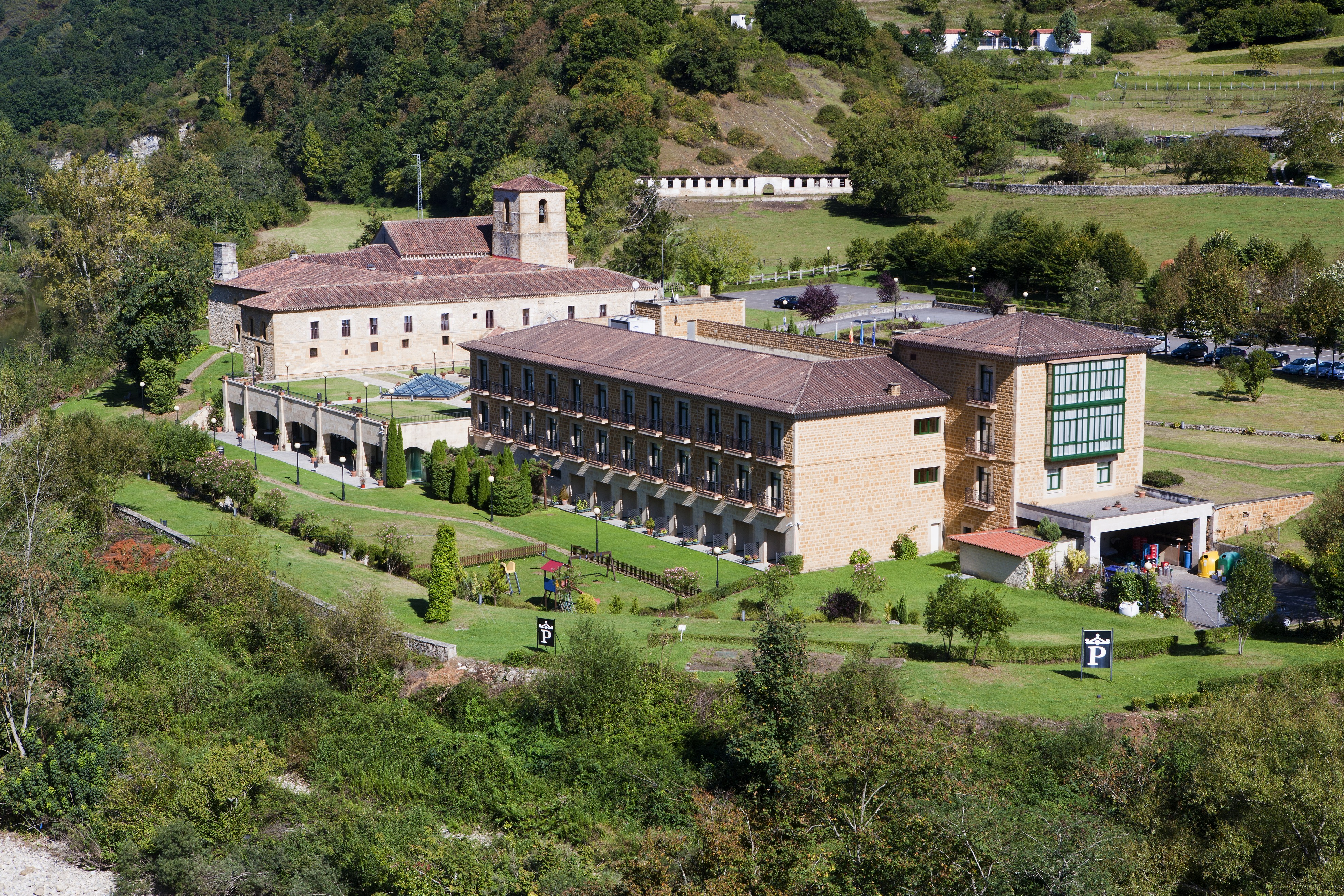
Vista del nuevo parador

El monasterio de San Pedro de Villanueva está situado en la parroquia de Villanueva en el concejo asturiano de Cangas de Onís.
Este monasterio de la orden de los benedictinos está considerado como uno de los ejemplos más importantes del denominado románico en Asturias.
La primera construcción eclesiástica se atribuye a la época de Alfonso I «el Católico», yerno de don Pelayo. De esta construcción prerrománica no se conserva hoy en día ningún tipo de vestigio, conservándose sólo las construcciones románicas y barrocas posteriores.
En el siglo XII pasó de ser iglesia a monasterio. Del románico conserva parte de sus muros, sus tres ábsides escalonados y semicirculares.
A finales del siglo XX, se realizó una remodelación del antiguo convento benedictino convirtiéndolo en Parador Nacional de Turismo, siendo inaugurado el 8 de julio de 1998.
Declarado Monumento Histórico-Artístico tras su publicación en la Gaceta de Madrid en 1907.

## Iglesia

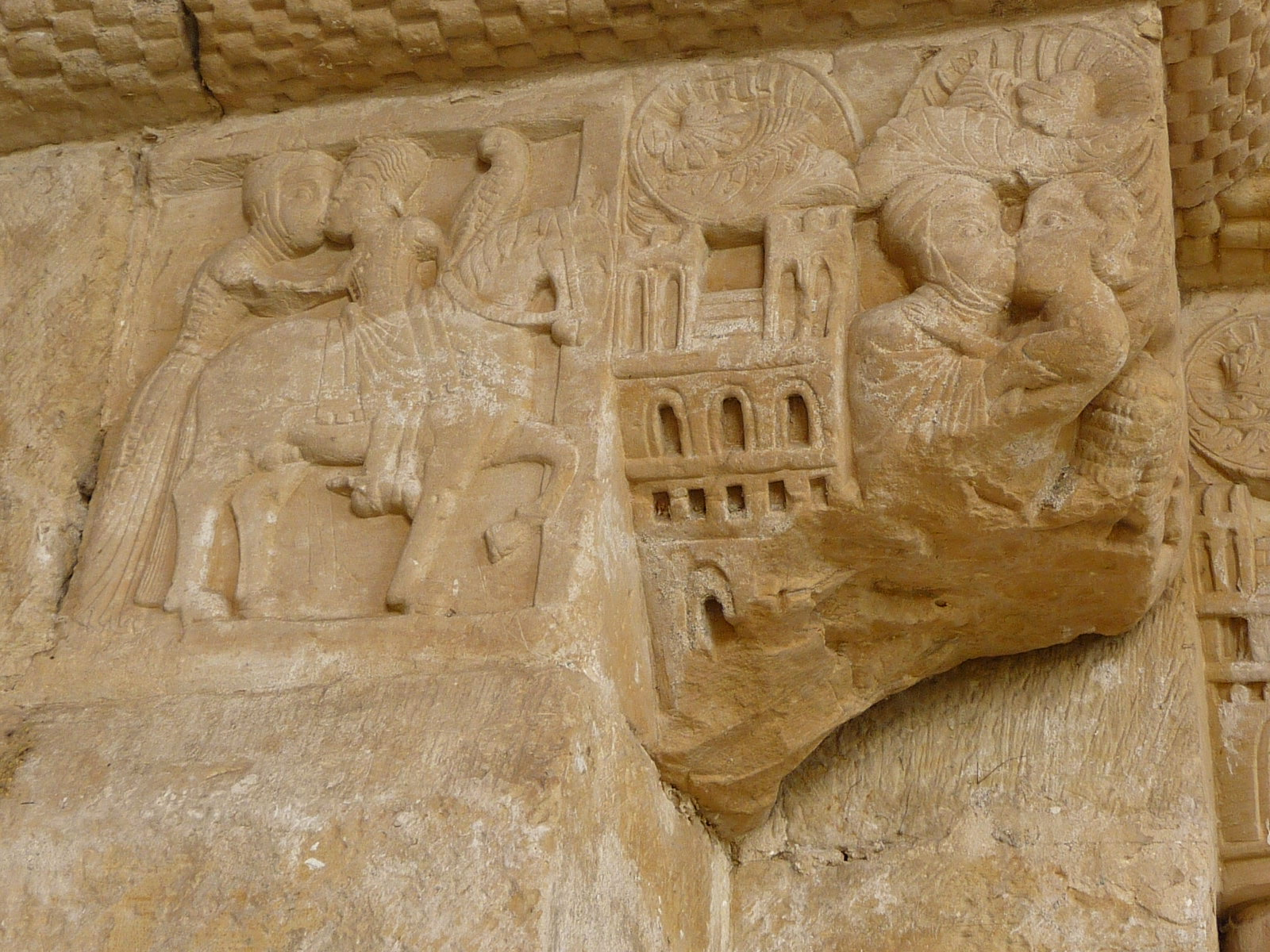
Escena que muestra a Favila a caballo, con un halcón en la mano, despidiéndose de su esposa Froiluba con un beso (izquierda), antes de salir a cazar y de morir en un enfrentamiento con un oso

La iglesia de una sola nave es junto con el monasterio uno de los ejemplos más importantes del románico asturiano. En un inicio la planta de la iglesia constaba de tres naves pero tras la reforma acontecida en 1775 pasó a tener sólo una, y la cubierta de madera.
Conserva tres ábsides románicos construidos en sillar.
Se accede a la iglesia atravesando una torre-pórtico de 1689 con una portada de acceso de finales del siglo XII. Tiene otras dos puertas de entrada una ciega y la otra que da acceso a la capilla de San Miguel.
A los pies de la iglesia perviven los restos del claustro románico primitivo de finales del siglo XII. Este claustro fue sustituido en la reforma acontecida entre los años 1674-1694 por el actual claustro barroco de planta rectangular con dos niveles, el inferior de arcos de mediopunto y el superior con arcos carpaneles.
El monasterio fue abandonado en 1835 tras la desamortización de Mendizábal quedando la iglesia activa como iglesia parroquial.